# Кошляк, Михаил Анатольевич
Михаил Анатольевич Кошляк (укр. Михайло Анатолійович Кошляк; род. 27 февраля 1970 года, Днепропетровск, Украина) — украинский бизнесмен, президент Федерации дзюдо Украины. Мастер спорта СССР по дзюдо, многократный призёр Чемпионатов мира и Европы по дзюдо среди ветеранов.

## Биография

### Образование
В 1985 году окончил среднюю общеобразовательную школу № 50 города Днепропетровск.
В 1989 году получил диплом Днепропетровского химико-механичного техникума.
С 1991 по 1995 — студент Днепропетровского института физической культуры и спорта. Получил диплом по специальности «Физическая культура» с квалификацией «Преподаватель физической культуры. Тренер».
В 2012 году закончил Межотраслевой институт повышения квалификации и переподготовки специалистов высшего учебного заведения «Полтавский университет экономики и торговли» по специальности «Управление персоналом и экономика труда».
25 июня 2019 года в городе Кропивницкий в Центральноукраинском государственном педагогическом университете имени Владимира Винниченко Михаил Кошляк успешно защитил диссертацию по специальности «Общая педагогика и история педагогики». Ему была присвоена научная степень кандидат педагогических наук, доктор философии.

### Карьера
С 1995 по 1998 год работал тренером по дзюдо в специализированной детско-юношеской спортивной школе олимпийского резерва № 6 в городе Днепропетровск.
С 2010-х активно занимался собственным бизнесом в сфере агропромышленности.
В 2010 году вместе со своим тренером Александром Ленковым создал спортивный клуб «Дзюдо-Днепр». Приоритетным направлением в работе клуба стало развитие детского спорта. На данный момент СК «Дзюдо-Днепр» — один из самых мощных клубов дзюдо на Украине. Его отделения есть не только в Днепре, но и в Новомосковске, Синельниково, Никополе, Покрове, Марганце, Кривом Роге.
В 2013-м Михаил Кошляк был избран президентом городской Федерации дзюдо Днепропетровска. Спустя 2 года возглавил ещё и Федерацию дзюдо Днепропетровской области.
В конце 2019 года по мнению авторитетного украинского общественно-политического журнала «Новое время» Михаил Кошляк вошёл в список ТОП-30 самых влиятельных жителей Днепра (11 место).
С 2017 года был избран вице-президентом Федерации дзюдо Украины.
В 2020 году под руководством Михаила Кошляка в Днепре, впервые в истории, был создан региональный Центр Олимпийской подготовки по дзюдо.
С 2020 года стал совладельцем медиахолдинга «Відкритий», в который входят кабельный телеканал «Відкритий» и новостной портал www.opentv.media.
12 октября 2020 года на отчётно-выборной Конференции Федерации дзюдо Украины единогласно был избран президентом ФДУ.
С 2020 года депутат Днепропетровского областного совета VIII созыва.
В июне 2023 года Европейский суд по правам человека обязал выплатить Михаилу Кошляку компенсацию. ЕСПЧ постановил, что арест действующего председателя Федерации дзюдо Украины в 2015 году был незаконным.
30 ноября 2023 года был избран Главой отделения НОК Украины в Днепропетровской области. За проголосовали 48 делегатов отчетно-выборной ассамблеи.

### Благотворительная деятельность
Занимается благотворительностью. Основатель и почётный президент Всеукраинского благотворительного фонда «Мироздание».
По итогам 2015, 2016, 2017, 2018 годов был признан «Меценатом года» в конкурсе «Лучшие спортивные достижения Днепра».

## Спортивные достижения
С 10 лет занимался дзюдо в зале «Днепрпромстроя» на проспекте Петровского (ныне Ивана Мазепы). Первым тренером Михаила был Виктор Иванович Лысогоря. Вскоре перешёл в секцию к Сергею Викторовичу Балдину.
Первые серьёзные спортивные успехи пришли к Михаилу Кошляку в сотрудничестве с тренером Александром Александровичем Ленковым.
В общем, дзюдо занимался 16 лет. В 1991 году выполнил норматив мастера спорта СССР. Многократный победитель и призёр Чемпионатов и Кубков Украины, Чемпионатов Украины среди студентов, бронзовый призёр Международного турнира Азиатских стран в Турции. В 1997 году завершил спортивную карьеру.
В 2016-м вернулся на татами в качестве дзюдоиста-ветерана и выиграл в составе сборной Украины мастеров (спортсменов от 30 лет) бронзу Чемпионата Европы 2017 (Загреб, Хорватия), серебро Чемпионата мира 2017 (Ольбия, Италия), серебро Чемпионата Европы 2018 (Глазго, Шотландия), серебро Чемпионата мира 2018 (Канкун, Мексика), бронзу Чемпионата Европы 2019 (Лас Пальмас, Испания).
Обладатель чёрного пояса и квалификационного 5 дана.

## Семья
Женат, воспитывает пятерых детей и троих  внуков. Двое сыновей Михаила Кошляка, Александр и Иван, пошли по стопам отца и профессионально занимаются дзюдо.